# DHC–3 Otter
A DHC–3 Otter egy egymotoros, felsőszárnyas utas- és teherszállító repülőgép.
A típus a DHC–2 Beaver továbbfejlesztett változata. Az Otter tipikus bozótrepülőgép, amely könnyen felszerelhető úszó vagy sítalpakkal is, ezáltal vízre vagy jégre is képes leszállni.
A típus legfőbb üzemeltetője az amerikai hadsereg és Kanada.

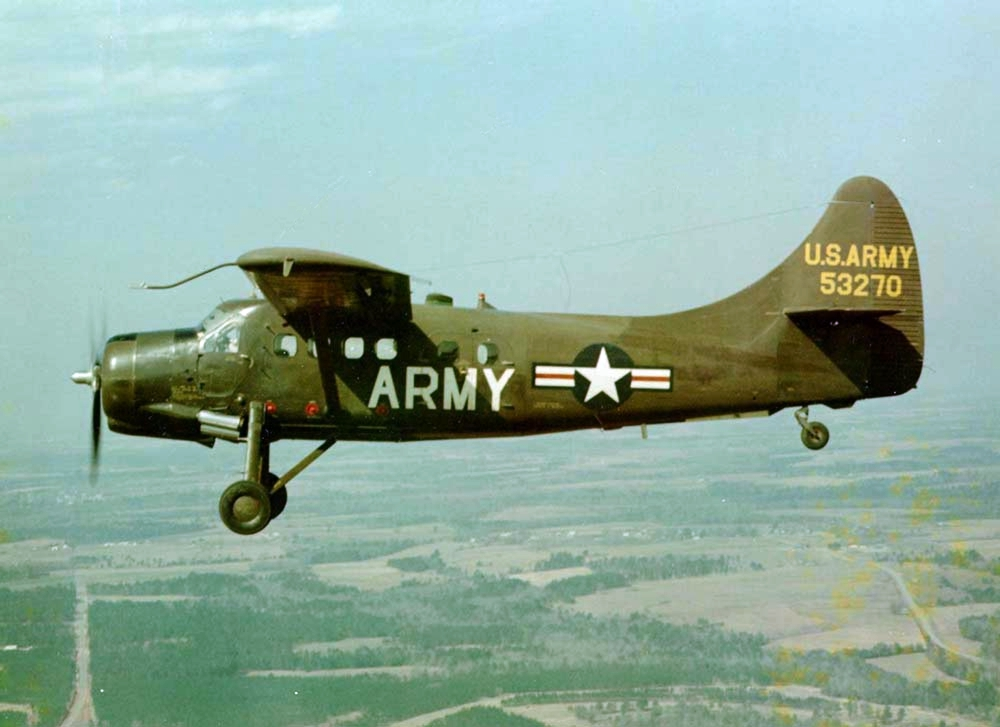
Katonai változat

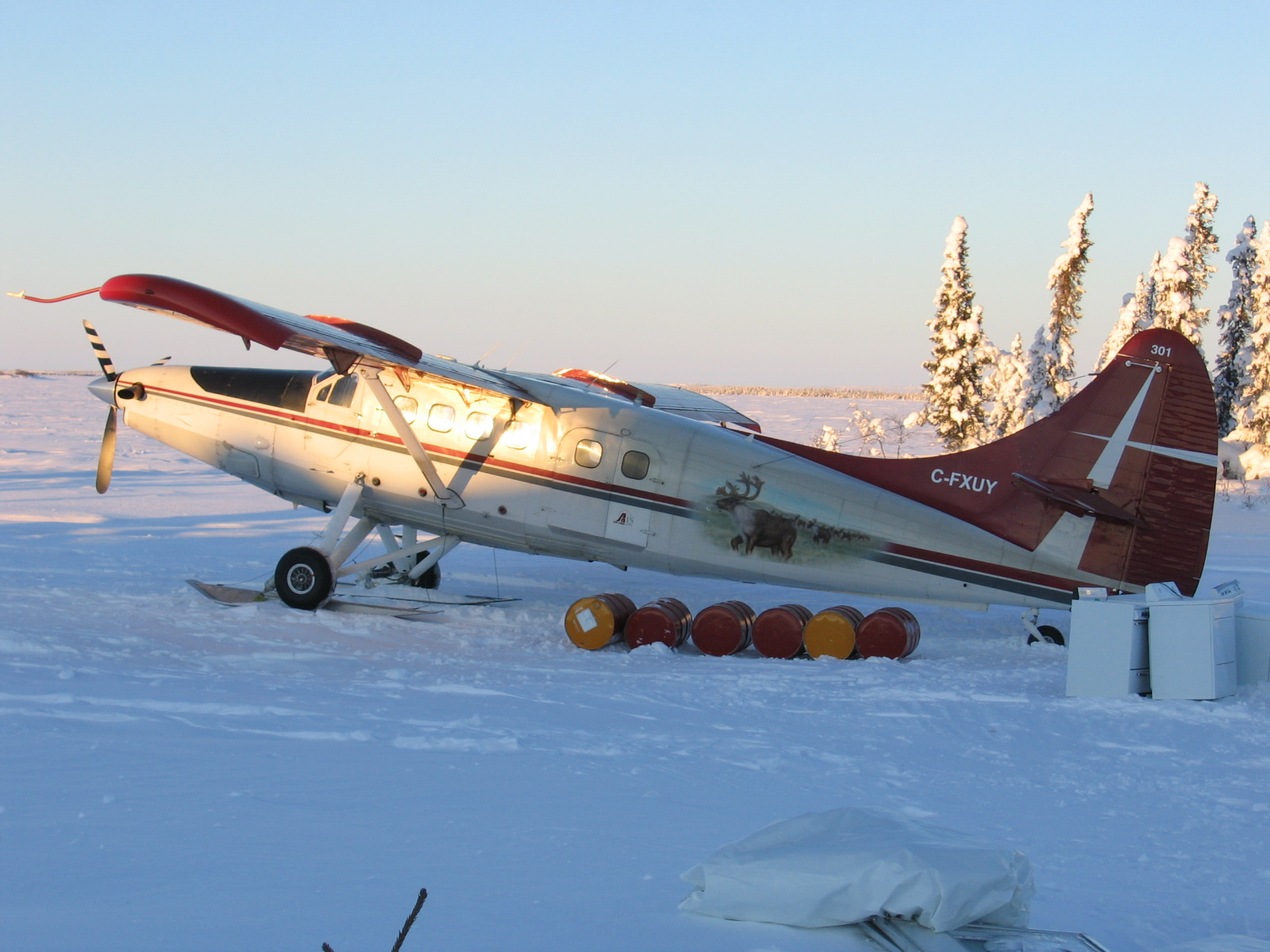
Sítalpakkal (Air Tindi)